# Милан Рибар
Милан Рибар (Сарајево, 21. новембар 1930 — Загреб, 26. мaj 1996) је био југословенски фудбалер и фудбалски тренер.

## Играчка каријера
За Жељезничар је играо у два наврата и укупно за тај клуб забележио 65 утакмица и постигао 2 гола. Остао је упамћен по веома оштрој игри и чврстој дисциплини.

## Тренерска каријера
Био је тренер клубова Жељезничар Сарајево, Ираклис, Лариса, Челик, Саријер, Зејтинбурнуспор и репрезентације Југославије.
Са Жељезничаром је освојио првенство Југославије у фудбалу 1971/72.